# Nordhorn
Nordhorn je německé okresní město zemského okresu Hrabství Bentheim a nezávislá obec na okraji jihozápadního Dolního Saska. Leží na řece Vechte. Město je členskou obcí přeshraničního regionu Euregio, hraničí přímo s Nizozemskem a není daleko od zemské hranice Severního Porýní-Vestfálska.  
Nordhorn byl z velké části ušetřen válečných škod. Převládá zde proto tradiční severoněmecká cihlová stavba, která se nachází také v sousedním Nizozemsku. I na moderních budovách jen zřídka chybí cihlová fasáda.  
V centru zejména stojí za vidění kostel Kirche am Markt (Kostel na trhu), gotický z 15. století postavený z bentheimského pískovce, a Lékárna Adler, postavená kolem roku 1783. Tuto nejstarší budovu na hlavní ulici koupil v roce 1844 tehdejší starosta a chemický továrník Firnhaber. Vyznačuje se dvoupodlažní klasicistní fasádou, trojúhelníkovým štítem s valbovou střechou a klenutým oknem s girlandou. Sídlila zde až do 28. února 2011 nejstarší lékárna v Nordhornu.

## Geografie

### Podnebí
| Nordhorn – podnebí                     | Nordhorn – podnebí | Nordhorn – podnebí | Nordhorn – podnebí | Nordhorn – podnebí | Nordhorn – podnebí | Nordhorn – podnebí | Nordhorn – podnebí | Nordhorn – podnebí | Nordhorn – podnebí | Nordhorn – podnebí | Nordhorn – podnebí | Nordhorn – podnebí | Nordhorn – podnebí |
| Období                                 | leden              | únor               | březen             | duben              | květen             | červen             | červenec           | srpen              | září               | říjen              | listopad           | prosinec           | rok                |
| -------------------------------------- | ------------------ | ------------------ | ------------------ | ------------------ | ------------------ | ------------------ | ------------------ | ------------------ | ------------------ | ------------------ | ------------------ | ------------------ | ------------------ |
| Nejvyšší teplota [°C]                  | 15,2               | 16,4               | 23,5               | 28,2               | 32,1               | 34,8               | 35,5               | 36,0               | 31,0               | 27,8               | 19,0               | 15,0               | 36,0               |
| Průměrné denní maximum [°C]            | 4,8                | 5,8                | 9,5                | 13,9               | 18,7               | 20,7               | 23,2               | 22,9               | 19,3               | 14,4               | 8,9                | 5,6                | 14,0               |
| Průměrná teplota [°C]                  | 2,4                | 2,9                | 5,9                | 9,1                | 13,6               | 16,0               | 18,3               | 18,1               | 14,9               | 10,8               | 6,2                | 3,4                | 10,1               |
| Průměrné denní minimum [°C]            | 0,0                | 0,0                | 2,3                | 4,4                | 8,4                | 11,2               | 13,4               | 13,2               | 10,5               | 7,1                | 3,5                | 1,1                | 6,3                |
| Nejnižší teplota [°C]                  | −21,5              | −18,6              | −15,0              | −6,0               | −1,5               | 2,6                | 5,6                | 4,4                | 2,0                | −6,2               | −10,4              | −14,8              | −21,5              |
| Průměrné srážky [mm]                   | 76,6               | 56,3               | 66,8               | 47,1               | 58,3               | 78,8               | 79,8               | 71,6               | 75,4               | 70,8               | 75,2               | 80,8               | 837,5              |
| Zdroj: Weather and climate in Nordhorn |                    |                    |                    |                    |                    |                    |                    |                    |                    |                    |                    |                    |                    |